# Secrets (1924)
Secrets is een Amerikaanse dramafilm uit 1924 onder regie van Frank Borzage. Destijds werd de film in Nederland uitgebracht onder de titel Huwelijksgeheimen.

## Verhaal
Mary Carlton en William Marlowe worden verliefd op elkaar in 1865. Omdat hun ouders hun verhouding afkeuren, trouwen ze stiekem in Engeland. Jaren later wordt hun woning door rovers overvallen. Daarbij komt hun pasgeboren kind om het leven. Ze vervreemden van elkaar en William krijgt een affaire.

## Rolverdeling
| Acteur          | Personage               |
| --------------- | ----------------------- |
| Norma Talmadge  | Mary Carlton            |
| Eugene O'Brien  | John Carlton            |
| Patterson Paul  | Susan                   |
| Emily Fitzroy   | Mevrouw Marlowe         |
| Claire McDowell | Elizabeth Channing      |
| George Nichols  | William Marlowe         |
| Harvey Clark    | Bob                     |
| Charles Ogle    | Dr. McGovern            |
| Donald Keith    | John Carlton jr. (1888) |
| Alice Day       | Blanche Carlton (1888)  |
| Winston Miller  | Robert Carlton (1888)   |
| Mae Giraci      | Audrey Carlton (1888)   |
| Gertrude Astor  | Mevrouw Manwaring       |
| Winter Hall     | Dr. Arbuthnot           |
| Frank Elliott   | Robert Carlton (1923)   |